# Scotophilus marovaza
Scotophilus marovaza es una especie de murciélago de la familia Vespertilionidae.

## Distribución geográfica
Es endémica del oeste de Madagascar.